# Joseph Henri Léveillé
Joseph Henri Léveillé (ur. 28 maja 1796, zm. 3 lutego 1870) – francuski lekarz i mykolog.
Pochodził z Crux-la-Ville w departamencie Nièvre. Studiował medycynę i mykologię na Uniwersytecie Paryskim. W 1824 r. uzyskał z medycyny doktorat. W swoim artykule Sur le hymenium des champignons z 1837 r. przedstawił wyczerpujący opis podstawek i cystyd grzybów podstawczaków (Basidiomycota), i był w stanie ustalić rolę, jaką podstawki odgrywają w produkcji zarodników. Jako pierwszy obalił teorię, że zarodniki wszystkich grzybów powstają w workach. Jest autorem podziału na grzyby workowe (workowce) i grzyby podstawkowe (podstawczaki). Taksony te są aktualne do dzisiaj. Dokonał także ważnych ustaleń w odniesieniu do prawdziwej natury poszczególnych gatunków rodzaju Sclerotium.
Opisał nowe taksony grzybów. W ich nazwach naukowych dodawany jest skrót jego nazwiska Lev.

## Publikacje
- Léveillé, J.H. (1845), Champignons exotiques. Annales des Sciences Naturelles Botanique, Série 3 2: 167-221.
- Léveillé, J.H. (1845), Champignons exotiques. Annales des Sciences Naturelles Botanique, Série 3 3: 38-71.
- Léveillé, J.H. (1846), Descriptions des champignons de l’Herbier du Muséum de Paris. Annales des Sciences Naturelles Botanique, Série 3 5: 111-167.
- Léveillé J.H. (1846), Descriptions des champignons de l’herbier du Muséum de Paris (Suite). Annales des Sciences Naturelles Botanique, Série 3 5: 249-305.
- Léveillé J.H. (1846), Description des champignons de l’herbier du Muséum de Paris. Annales des Sciences Naturelles Botanique, Série 3 5: 249-304.
- Léveillé J.H. (1847), Sur la disposition methodique des Urédinées. Annales des Sciences Naturelles Botanique, Série 3 8: 369-376.
- Léveillé J.H. (1848), Fragments mycologiques. Annales des Sciences Naturelles Botanique, Série 3 9: 119-144, 245-262.
- Léveillé J.H. (1851), Organisation et disposition méthodique des espèces qui composent le genre Erysiphe. Annales des Sciences Naturelles Botanique, Série 3 15: 109-179.
- Léveillé J.H. (1842), Observations médicinales et énumerations des plantes recueilliés en Tauride. In Demidoff, A. [ed.], Voyage dans la Russie Meridionale et la Crimeé, par la Hongrie, la Valachie et la Moldavie 2: 35-245. Paris; E. Bordin[4].